# Fifi D'Orsay
Fifi D'Orsay (16 de abril de 1904 - 2 de diciembre de 1983) fue una actriz teatral y cinematográfica canadiense, que desarrolló su carrera artística en los Estados Unidos.

## Biografía
Su verdadero nombre era Marie-Rose Angelina Yvonne Lussier, y nació en Montreal, Canadá. En su juventud trabajó como mecanógrafa, pero su deseo de hacerse actriz hizo que se mudara a la ciudad de Nueva York. Allí encontró trabajo en el espectáculo Greenwich Village Follies, tras superar una prueba en la que hubo de cantar "Yes! We Have No Bananas" en francés. En un arranque de creatividad, ella le dijo al director del show que era de París, Francia, y que allí había trabajado en el Folies Bergère. El impresionado director la contrató, dándole el nombre artístico de "Mademoiselle Fifi".
Mientras trabajaba en ese espectáculo, inició una relación sentimental con Edward Gallagher, un veterano actor con el que se asoció para trabajar en un número de vodevil. Gallagher formaba un dúo cómico con Al Shean, actuanado ambos en el circuito de Broadway.
Después de actuar varios años en el vodevil, ella decidió ir a Hollywood. Allí adoptó el nombre "D'Orsay" (relacionado con uno de sus perfumes favoritos) y empezó su carrera cinematográfica, en la que a menudo fue escogida para encarnar a chicas traviesas del "alegre París".
Aunque no llegó a ser una gran estrella, trabajó duramente, consiguiendo primeros papeles con actores de la talla de Bing Crosby y Buster Crabbe. Durante años alternó sus actuaciones en el cine con el trabajo en el vodevil y, cuando la edad le hizo abandonar los papeles de glamour, ella empezó a trabajar para la televisión. En este medio actuó en el show de la ABC Adventures in Paradise, en el de la CBS Perry Mason, y en la sitcom Pete and Gladys, también de la CBS. Además, participó en el programa del 23 de febrero de 1956 del show televisivo de Groucho Marx You Bet Your Life. 
Más adelante, a los sesenta y siete años de edad, volvió al teatro para actuar en el musical galardonado con un Premio Tony Follies.
Fifi D'Orsay falleció a causa de un cáncer el 2 de diciembre de 1983 en el Motion Picture & Television Country House and Hospital en Woodland Hills (Los Ángeles). Tenía 79 años de edad. Fue enterrada en el Cementerio Forest Lawn Memorial Park de Glendale (California).

## Selección de su filmografía
- They Had to See Paris (1929)
- Women Everywhere (1930)
- Hot for Paris (1930)
- Those Three French Girls (1930)
- On the Level (1930)
- Women of All Nations (1931)
- The Stolen Jools (1931)
- Young as You Feel (1931)
- Mr. Lemon of Orange (1931)
- The Girl from Calgary (1932)
- Going Hollywood (1933)

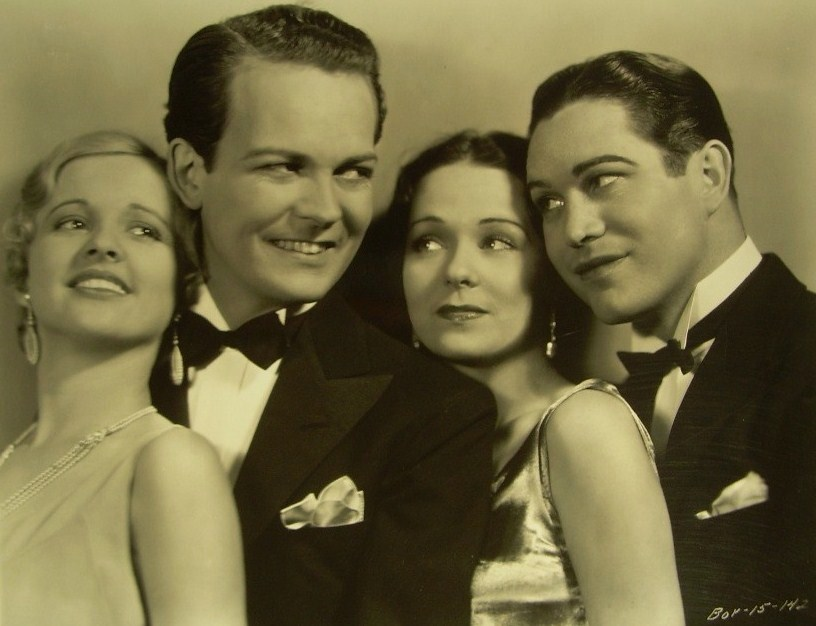
Izq. a der.: Lucile Browne, Dan Dillaway, Fifi D'Orsay y Terrance Ray en Young as You Feel (1931)

- They Just Had to Get Married (1933)
- The Life of Jimmy Dolan (1933)
- Wonder Bar (1934)
- Three Legionnaires (1937)
- Submarine Base (1943)
- Nabonga (1944)
- Delinquent Daughters (1944)
- Dixie Jamboree (1945)
- The Gangster (1947)
- Wild And Wonderful (1964)
- What a Way to Go! (1964)
- The Art of Love (1965)
- Assignment to Kill (1968)